# 约瑟夫·玛丽·亨利·阿尔弗雷德·佩里耶·德拉巴思
约瑟夫·玛丽·亨利·阿尔弗雷德·佩里耶·德拉巴思（Joseph Marie Henry Alfred Perrier de la Bâthie，1873年—1958年）为法国植物学家，其专业于马达加斯加植物。